# Sibirhelus corpulentus
Sibirhelus corpulentus – gatunek chrząszczy z rodziny Kateretidae i podrodziny Kateretinae, jedyny z monotypowego rodzaju Sibirhelus.

## Taksonomia
Gatunek ten opisany został po raz pierwszy w 1900 roku przez Edmunda Reittera pod nazwą Heterhelus corpulentus. W 1989 roku umieszczony został w nowym, monotypowym rodzaju Sibirhelus przez 
Aleksandra Kirejczuka.

## Morfologia
Chrząszcz o podługowato-owalnym w zarysie, silnie wysklepionym ciele długości od 2,7 do 3,6 mm. Ubarwienie ma brudnożółte do ciemnobrązowego, lekko połyskujące. Wierzch ciała porastają długie, żółtawe szczecinki.
Głowa ma gęsto rozmieszczone, większe od omatidów punkty i gładkie do delikatnie mikrosiateczkowanych przestrzenie między nimi. Szew epistomalny jest dobrze widoczny, ale niekompletny. Niemal paciorkowate, pozbawione buławki czułki mają długość wynoszącą niespełna 1,2 szerokości głowy. Przedni brzeg nadustka jest pośrodku łukowato wykrojony, a pośrodku przedniej krawędzi wargi górnej znajduje się szerokie wcięcie. Głaszczki szczękowe mają wysmuklony człon wierzchołkowy. 
Przedplecze jest 1,35 raza szersze niż dłuższe; przednią krawędź ma prostą do lekko zakrzywionej i wyraźnie obrzeżoną, przednie kąty niewystające, krawędzie boczne wąsko rozpłaszczone i niepiłkowane, kąty tylne rozwarte, a tylną krawędź lekko łukowatą i wyraźnie obrzeżoną. Punktowanie jego dysku jest gęste, większe niż na głowie. Pokrywy są mniej więcej tak długie jak razem szerokie, o punktowaniu gęstym i jeszcze większym niż na przedpleczu. Boki wyrostka międzybiodrowego przedpiersia lekko zbiegają się ku szczytowi. Śródpiersie leży poniżej poziomu sklepionego zapiersia. Odnóża przedniej pary u samców odznaczają się silnie wykrzywionymi łukowato w części środkowej goleniami.
Odwłok zarówno u samców, jak i u samic cechuje się obecnością kępek szczecinek pośrodku sternitów trzeciego, a w populacjach rosyjskich także czwartego i piątego. Odsłonięte są tergity ósmy, siódmy i częściowo szósty. Samica dysponuje głęboko rozdwojonym pokładełkiem z krótkimi stylikami. Samiec ma zesklerotyzowane genitalia o niesymetrycznych i porośniętych długimi szczecinkami paramerach oraz w widoku bocznym płacie środkowym edeagusa gwałtownie przed wierzchołkiem dowewnętrznie zagiętym.

## Ekologia i występowanie
Postacie dorosłe żerują na kwiatach turzycy z gatunku Carex dispalata.
Gatunek wschodniopalearktyczny, znany z syberyjskiej i dalekowschodniej części Rosji oraz japońskiej wyspy Honsiu.